# Margariti
Margariti (griechisch Μαργαρίτι (n. sg.), albanisch Margëlleçi) ist ein Dorf im gleichnamigen Gemeindebezirk der griechischen Gemeinde Igoumenitsa. 1919 als Landgemeinde (kinotita) anerkannt, wurde Margariti nach Eingemeindung einiger umliegender Dörfer 1997 zur Stadtgemeinde (dimos). 2010 wurde es nach Igoumenitsa eingemeindet, wo die bisherige Gemeinde seither einen Gemeindebezirk bildet.

## Lage und Charakter
Margariti ist ein Dorf in grüner, leicht hügeliger Landschaft im Landesinneren, etwa 30 Kilometer südlich von Igoumenitsa. Es liegt rechts der Straße Parga–Igoumenitsa in 240 Meter Höhe.
Reizvolle venezianische Gebäude sowie das Minarett einer türkischen Moschee machen Margariti zu einem romantischen Ort. Bei einem Spaziergang durch den Ort findet man eine Platia, kleine Geschäfte, Tavernen und Cafés.

## Verwaltungsgliederung
Aus dem Zusammenschluss von sechs Landgemeinden und dem Dorf Mesovouni der ehemaligen Landgemeinde Ambelia wurde nach der Gemeindereform 1997 die Gemeinde Margariti gebildet. Sitz der Gemeindeverwaltung war Margariti. Diese Gemeinde ging im Zuge der Verwaltungsreform 2010 als einer von fünf Gemeindebezirken in der neuen Gemeinde Igoumenitsa auf. Der Gemeindebezirk ist in sieben Ortsgemeinschaften untergliedert, die lokale Vertretungen wählen.
| Ortsgemeinschaft | griechischer Name            | Code     | Fläche (km²) | Einwohner 2011 | Dörfer und Siedlungen            |
| ---------------- | ---------------------------- | -------- | ------------ | -------------- | -------------------------------- |
| Margariti        | Τοπική Κοινότητα Μαργαριτίου | 20010201 | 34,321       | 783            | Kalodiki, Margariti, Paleokastro |
| Eleftherio       | Τοπική Κοινότητα Ελευθερίου  | 20010202 | 10,920       | 272            | Eleftherio, Pyrgi                |
| Karteri          | Τοπική Κοινότητα Καρτερίου   | 20010203 | 14,886       | 248            | Karteri                          |
| Katavothra       | Τοπική Κοινότητα Καταβόθρας  | 20010204 | 17,074       | 263            | Katavothra, Milokokkia           |
| Mazarakia        | Τοπική Κοινότητα Μαζαρακιάς  | 20010205 | 20,556       | 473            | Korda, Mazarakia, Panena         |
| Mesovouni        | Τοπική Κοινότητα Μεσοβουνίου | 20010206 | 07,559       | 159            | Mesovouni                        |
| Spatharei        | Τοπική Κοινότητα Σπαθαραίων  | 20010207 | 45,290       | 293            | Spatharei, Morfi                 |
| Gesamt           | Gesamt                       | 200102   | 150,606      | 2491           |                                  |

## Geschichte
In der Gegend wurden polygonale Mauern, antike Gräber und Münzen als Belege früher Besiedelung gefunden.
Schon von 1303 an ist im Gemeindegebiet das Lehen eines Venezianers namens Contareno unter der Bezeichnung Vestrova belegt.
An seiner heutigen Stelle wurde der Ort seit 1438 von den Venezianern erbaut. 1449 wurde er von den Türken erobert.
Die Islamisierung der Bevölkerungsgruppe der Çamen (griechisch Τσάμηδες), verbunden mit Privilegien, die ihnen die Osmanen verliehen, ließen diese die mächtigsten Landbesitzer im westlichen Epirus werden. Die Aghas von Margariti waren wegen ihrer grausamen Behandlung der Bevölkerung berüchtigt. 1631 und 1668 gab es blutige Kämpfe zwischen den Aghas und griechischen Aufständischen.
1776–1779 wurde Margariti von dem nationalen und geistigen Anführer, dem Heiligen Kosmas Aitolos, besucht. Im Ersten Balkankrieg wurde es am 23. Februar 1913 von der griechischen Armee befreit. 1915 wurden 2600 Einwohner gezählt.
Bis zum Ende des Zweiten Weltkrieges war Margariti auch von sehr vielen Albanern bewohnt, den sogenannten Çamen. Nachdem ihnen jedoch Kollaboration mit den Achsenmächten vorgeworfen wurde, ließen die griechischen Behörden fast die gesamte albanischsprachige Bevölkerung des Dorfes, aber auch anderer Ortschaften Thesprotiens (alb. Çamëria) vertreiben. Die Gegend wurde auf diese Weise ethnisch gesäubert und das vorher multi-ethnische Gefüge der Bevölkerung wurde zu Gunsten der Griechen verändert. Seit dem Sturz des Kommunismus in Albanien versuchten und versuchen albanische Parteien und Organisationen, unter anderem die Partei für Gerechtigkeit, Integration und Einheit sowie die Allianz Rot und Schwarz, dieses Jahrzehnte alte Verbrechen aufzuklären. Auch viele albanische Medien wurden auf diese Situation aufmerksam, so auch einer der größten Privatsender Albaniens, Top Channel (TCH). Im Jahr 2011 besuchte ein kleines Team von Journalisten, unter der Leitung von Marin Mema, Margariti und führte eine Reportage durch. Mema versuchte auch, Kontakt mit möglichen verbliebenen Çamen-Familien herzustellen, jedoch wurden die örtlichen Behörden der Polizei und Gemeinde auf das Team aufmerksam und erklärten diesem, in Margariti gäbe es insgesamt 6 albanische Familien, die jedoch nach 1990 als Arbeitsuchende eingewandert seien. Wegen dieses Umstands sähen die Behörden für das Team von TCH keinen Grund, weiter in Margariti zu bleiben. Auf dem Rückweg nach Albanien wurde das Team um Mema jedoch von unbekannten Fahrzeugen verfolgt und beim Grenzübergang auf griechischer Seite versuchten dieselbigen, die Ausreise der Reporter zu verzögern. In der albanischen Presse wurde dieser Vorfall schnell aufgenommen und den griechischen Behörden wurde Verletzung der Pressefreiheit vorgeworfen. Als Mema im August 2012 wieder nach Griechenland einreisen wollte, wurde ihm die Einreise verweigert, obwohl Bürger Albaniens seit 2010 visafrei in die Europäische Union einreisen dürfen. Als Grund gaben die Zollbehörden an, sie sähen die nationale Sicherheit bedroht. Der Sender Top Channel verkündete, er werde seinen Journalisten beistehen und der albanischen sowie griechischen Regierung um Aufklärung bitten. Auch der Europäischen Kommission für Menschenrechte werde er den Vorfall melden.

## Sehenswürdigkeiten

### Burg von Margariti
Die Burg von Margariti (Kastro) befindet sich südlich des Dorfes in strategisch beherrschender Lage auf einem steinigen Hügel. Sie geht auf das 14. Jahrhundert zurück, als sich die Albaner in Epirus festsetzten; es wurde zu einem der wichtigsten militärischen Stützpunkte der Osmanen in Epirus. Nach der Seeschlacht von Lepanto (Nafpaktos) 1571 versuchten die Venezianer zwei Mal die Feste einzunehmen.
Die Südseite ist zehn Meter hoch und erhalten. Die nördliche Seite ist abgerissen. Von der nordwestlichen Seite, an der auch das gewölbte Tor war, gibt es nur Ruinen. Von den zwei Rundtürmen des Schlosses ist der südliche Turm vollständig erhalten. Innerhalb des Schlosses gab es Gewölbekeller, Lagerräume, zwei Wasserzisternen und Abzugskanäle.
Bis 1911 diente die Festung als Sitz der Militärverwaltung und als Gefängnis.

### Sumpf von Kalodiki
Der Sumpf von Kalodiki ist ein als Station von Zugvögeln und Brutstätte von Wasservögeln sowie wegen seiner Wasserlilien bekanntes Gewässer.

### Alte Moschee
Im alten Dorfkern gibt es seit Jahrhunderten eine Moschee mit Minarett, welche jedoch verfallen ist und nur noch die Ruinen zu besichtigen sind. Im nahen Umfeld sind einige christlich-orthodoxe Kirchen entstanden.

## Wirtschaft
Die Landwirtschaft ist der charakteristische Wirtschaftsfaktor, hinzu kommt der Handel, Kleinindustrie und zunehmend der Tourismus. Handel und Gewerbe konzentrieren sich in der „Agora“ zu beiden Seiten der Hauptstraße.

## Persönlichkeiten
- Miralay Hamdi Bey (1861–1927), osmanischer Offizier und türkischer Politiker
- Jakup Veseli (19. und 20. Jahrhundert), albanischer Politiker und Gründervater Albaniens